# SN 2003if
SN 2003if – supernowa typu Ia odkryta 20 września 2003 roku w galaktyce NGC 1302. W momencie odkrycia miała maksymalną jasność 17,60m.